# الفلسفة: من الذي يحتاج إليها
الفلسفة: من يحتاج إليها؟ (بالانكليزية:Philosophy: Who Needs It) هي مجموعة مقالات للفيلسوفة آين راند ، نُشرت بعد وفاتها في عام 1982م. وقد كان هذا هو آخر كتاب عملت عليه آين راند خلال حياتها.

## ملخص
مقال العنوان هو خطاب موجه إلى دفعة خريجي الأكاديمية العسكرية الأمريكية في 6 مارس 1974م، حيث تجادل آين راند بأن الفلسفة تلعب دورًا مركزيًا في جميع الأنشطة البشرية، وأن كل فعل أو فكر له افتراضات معينة، وأن البشر بحاجة إلى دراسة تلك الافتراضات ليعيشوا حياة كاملة وذات معنى. وتضمن خطاب آخر "الإيمان والقوة: مدمرات العالم الحديث"، والذي ألقي في الظهورات الجامعية عام 1960م.
الفصول المتبقية عبارة عن إعادة طبع لمقالات نشرتها آين راند في السبعينيات، خاصة في مجلتها الدورية "رسالة آين راند" . تتضمن هذه الطبعات "كانط مقابل سوليفان"، والتي تدور حول كيف توضح مسرحية ويليام جيبسون "العامل المعجزة" أهمية اللغة والتعلم المفاهيمي،  "رسالة مفتوحة إلى بوريس سباسكي"، موجهة إلى أستاذ الشطرنج السوفييتي بوريس سباسكي ، و "التحفيز والاستجابة"، نقد لكتاب ما وراء الحرية والكرامة لعالم النفس بي إف سكينر . 

## تاريخ النشر
بدأت آين راند العمل على الكتاب قبل وفاتها، لكن التحرير النهائي كان يتولى وريثها ليونارد بيكوف . ظهرت معظم المقالات في الأصل في "رسالة آين راند" .  نشرت شركة بوبس ميريل طبعة الغلاف الورقي في سبتمبر 1982م، تلاها طبعة ذات غلاف ورقي تجاري في سبتمبر 1984م.  نشرته المكتبة الأمريكية الجديدة ككتاب ورقي الغلاف في نوفمبر 1984م. تمت ترقية طبعة المكتبة الأمريكية الجديدة باعتبارها المجلد الأول من سلسلة "مكتبة آين راند" التي حرّرها بيكوف. 

## استقبال الكتاب
في وقت صدور الكتاب، تلقى الكتاب مراجعات سلبية في الغالب.  الكتابة في المجلة التحررية "ريزون" ، أعطى الفيلسوف دوجلاس دن أويل الكتاب "تقييمًا مختلطًا"، قائلاً إن العديد من المقالات تستحق القراءة، لكن الكتاب ككل "ليس أصليًا أو موضوعيًا بشكل خاص" مقارنة بأعمالها السابقة.  توصلت دين يول إلى نتيجة مماثلة بالتعاون مع دوغلاس بي. راسموسن ، حيث كتبت في "الفكر الفلسفي لآين راند" أن الكتاب "لا يحتوي على نوع الفلسفة المهمة الموجودة في أعمالها السابقة". 
كما انتقد العلماء اللاحقون الكتاب، وكذلك بعض مقالاته. كتب المؤرخ جيمس بيكر أن المجلد "يفتقر إلى القوة اللازمة لإطلاق أي مشروع مهم".  يقول الفيلسوف فريد سيدون إن تفسير آين راند لوجهات النظر الأخلاقية لإيمانويل كانط في مقالتها "السببية مقابل الواجب" هو عبارة عن مغالطة رجل القش (مغالطة منطقية).  يصف جورج إتش سميث "السببية مقابل الواجب" بأنها "مقالة مهمة" ويصف آراء آين راند حول الأخلاق، لكنه ينتقدها بسبب مقال آخر انتقدت فيه الآراء التي عبر عنها الفيلسوف جون رولز في كتابه "نظرية العدالة" بدون أن تقرأ الكتاب. 